# Sigbert Axelson
Sigbert Axelson-Fisk, född 30 juni 1932, död 28 oktober 2021 i Uppsala, var en svensk teolog.

## Biografi
Axelsson-Fisk disputerade 1970 på en avhandling om kulturkonfrontation med svenska missionärer i slutet av 1800-talet. Han blev senare docent och universitetslektor i missionsvetenskap inom teologiska fakulteten vid Uppsala universitet. Han var en aktiv företrädare för Svenska Missionskyrkan. Hans forskning rör bland annat kulturkonfrontationen i Kongo, samt Israel-Palestina-konflikten. 
Körarrangemanget ”Här ligger jorden” är tillägnat Sigbert Axelsson, och finns på CD:n ”Tankarnas gröna träd” med Göteborgs kammarkör under ledning av Gunnar Eriksson.

## Utmärkelser
- Melander Veronica, Axelson Sigbert, Ljunggren Agneta, red (1997) (på engelska). Culture confrontation and local mobilization: essays in honour of Sigbert Axelson. Uppsala: Swedish Institute of Missionary Research [Svenska institutet för missionsforskning], Univ. Libris 7749074. ISBN 918542448X, festskrift till Axelsons 65-årsdag

## Psalmer
- Himlar och rymder i Herren Lever 1977 som nr 805
- Hej himlarymder i Psalmboken med tillägg som nr 706